# 286162 Tatarka
286162 Tatarka este un asteroid din centura principală de asteroizi.

## Descriere
286162 Tatarka este un asteroid din centura principală de asteroizi. A fost descoperit pe 8 octombrie 2001 la Observatorul Palomar în cadrul programului NEAT. Asteroidul prezintă o orbită caracterizată de o semiaxă mare de 2,73 ua, o excentricitate de 0,11 și o înclinație de 4,4° în raport cu ecliptica.